# Johann Joachim Schwabe
Pour les articles homonymes, voir Schwabe.
Johann Joachim Schwabe, né le 29 septembre 1714 à Magdebourg et mort le 12 août 1784 à Leipzig, est un critique et poète allemand.

## Biographie
Professeur à Leipzig, Schwabe fut l'un des champions les plus ardents de l’école saxonne et fonda, sous les auspices de Gottsched, les Belustigungen des Verstandes und des Witzes (Récréations de la raison et de l’esprit, 1741-45), auxquelles collaborèrent, groupés en une sorte de pléiade, les plus connus des partisans de Gottsched, entre autres Kestner, Gellert, Rabener, Zachariae, Kleist, Kramer, etc. Ce recueil fut remplacé plus tard par le Bremer Beiträge (Recueil de Brème ; 1745-1748, 6 vol.).
Schwabe se vit en butte aux attaques et aux satires de l’école suisse. Schwabe a donné, comme application de ses idées en faveur de l’imitation française, une traduction de Zaïre de Voltaire.

## Sources
- Gustave Vapereau, Dictionnaire universel des littératures, Paris, Hachette, 1876, p. 1849.